# Neue Philharmonie Frankfurt
Pour les articles homonymes, voir KIA.
La Neue Philharmonie Frankfurt est un orchestre symphonique et crossover allemand, originaire de Hanau. L'orchestre est composé d'une cinquantaine de musiciens sous la direction de son premier violon Ralf Hübner, est formé en 1999 à Hanau. L'orchestre était installé depuis 2005 dans le centre culturel et événementiel Capitol à Offenbach-sur-le-Main, et depuis décembre 2019, il a son nouveau siège social dans le Philharmonieladen Am Frankfurter Tor à Hanau,.

## Histoire
La Neue Philharmonie Frankfurt est formé en 1999 en tant qu'orchestre pour le nouveau siècle. Les premiers projets montrent la voie de la mise en place stylistique de l'orchestre : l'accompagnement de la soprano Sarah Brightman lors de ses tournées européennes et des représentations de gala avec le baryton du Met de New York Bruno Caproni. Dans le domaine des galas, la Neue Philharmonie Frankfurt a par exemple été engagée par l'Autostadt Wolfsburg pour des concerts de gala réguliers pendant deux ans à partir de son ouverture en 1999. Depuis 2004, l'orchestre présente sa propre production de crossover classique de longue durée dans le cadre de la fête des lumières dans le parc Büsing d'Offenbach. Chaque année également, la Philharmonie joue dans le parc du château de Hanau-Wilhelmsbad lors de la Nuit d'été de Wilhelmsbad. Ces deux événements sont les plus grands open airs de musique classique de la région Rhin-Main.
Jusqu'en 2018, l'orchestre est juridiquement considérée comme GmbH avec deux partenaires : Dirk Eisermann (booking, management) et Ralph Philipp Ziegler (directeur artistique). Le 1er janvier 2018, ils se séparent d'un commun accord. Dirk Eisermann est resté directeur général de la Neue Philharmonie Frankfurt, la direction artistique et la direction principale ont été confiées à l'ancien chef d'orchestre invité Jens Troester.
Depuis la saison 2019, Ralph Philipp Ziegler dirige le Capitol Classic Lounge avec le nouvel orchestre Capitol Symphonie Orchester.

## Chef d'orchestre
Le chef d'orchestre de Hanau Jens Troester travaille régulièrement avec l'orchestre depuis 2004 et a pris en charge la direction artistique et la direction principale de la Neue Philharmonie Frankfurt en 2018.

## Production
La Neue Philharmonie Frankfurt a collaboré à de nombreuses tournées ainsi qu'à des productions de concerts et de médias, comme par exemple : Orange Blue, Deine Lakaien, DJ BoBo, Sarah Brightman, Chris de Burgh, Giora Feidman, Bobby McFerrin, Robin Gibb, Roger Hodgson, Bobby Kimball, Klaus Lage, Udo Lindenberg, Nena, Sabrina Setlur, Joachim Witt, David Garrett, José Carreras, Paul Potts, Kettcar, Böhse Onkelz, Nils Landgren, Gregory Porter, Dionne Warwick, John Cale, Marc Almond, Melanie C, Deep Purple.